# 275 Сапієнція

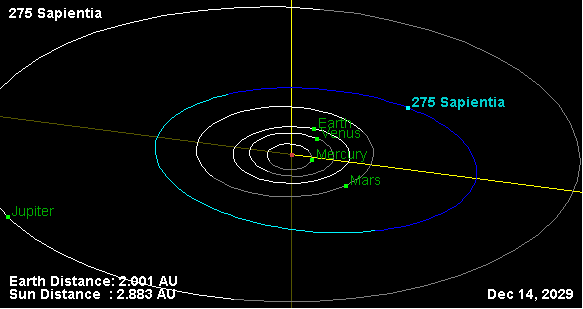
Орбіта астероїда Сапієнція і його положення в Сонячній системі

275 Сапієнція (275 Sapientia) — астероїд головного поясу, відкритий 15 квітня 1888 року Йоганном Палізою у Віденській університетській обсерваторії. Назва з латині перекладається як «мудрість». Максимальний розмір — 121 км. Складається, ймовірно, з вуглецевих сполук.